# Elspeth Hay
Pour les articles homonymes, voir Hay.
Elspeth « Eileen » Hay (mariée Graham née en 1929 ou 1930) est une athlète britannique écossaise spécialiste du sprint. Blessée à l'entrainement précédant le relais 4 x 100 m des Jeux olympiques de Londres en 1948, elle ne peut participer et doit regarder ses coéquipières échouer au pied du podium. Deux ans plus tard, elle devient championne d'Europe du relais 4 x 100 m, pour la première participation d'une écossaise à la compétition.
Après sa retraite, Elspeth Hay a travaillé pendant 40 ans au Women's Royal Voluntary Service. Elle a également porté la torche olympique à Balbeggie à l'occasion des Jeux olympiques d'été de 2012 à Londres.

## Biographie

### Palmarès
| Date | Compétition           | Lieu      | Résultat | Épreuve   | Performance |
| ---- | --------------------- | --------- | -------- | --------- | ----------- |
| 1950 | Championnats d'Europe | Bruxelles | 5e       | 100 m     | 12 s 5      |
| 1950 | Championnats d'Europe | Bruxelles | 1re      | 4 x 100 m | 47 s 4      |